# دالة (أدب)

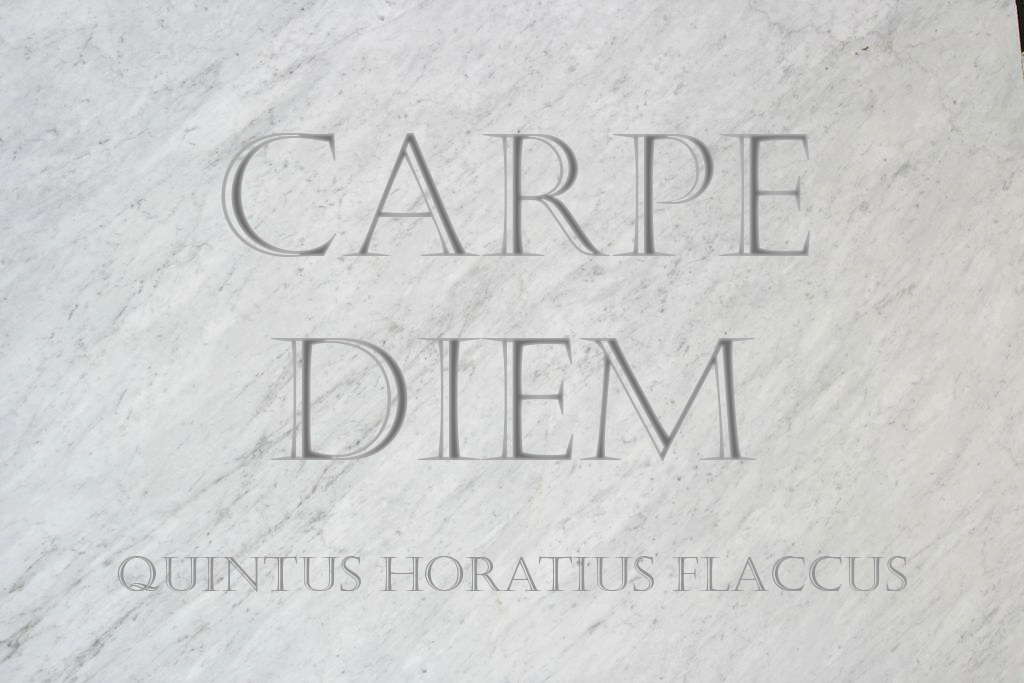

الدالة أو الموتيفة موقف أو حدث قصصي أو فكرة أو صورة نمطية أو عبارة 
لغوية أو نمط معين من الشخصية مما نجده ماثلا و متكررا في شتى الأعمال الأدبية 
و الحكايات الشعبية و الاساطير و وظيفته أن يثير حالة قد تؤدي إلى التعرف و الكشف 
أو يكون شاهدا و رمزا على وضع معين. و لعل من أشهر الدلائل السائدة في روايات العصر الفكتوري دالة الحمى التي تصيب الشخصية فتميط اللثام عن هويته المزيفة. و قد يتكرر الموضوع الدال في عدة آداب مثل شهرزاد, أو حكايات دون جوان , و يتكرر في الأثر الأدبي الواحد, وذلك مثل العبارة الدالة في حكايات ألف ليلة و ليلة:(( وهنا أدرك شهرزاد الصباح فسكتت عن الكلام المباح)).